# Kill Rock ’n Roll
«Kill Rock ’n Roll» — третий трек и третий промосингл группы System of a Down с альбома Hypnotize. Эта песня была одной из немногих, которую группа выпустила перед выпуском альбома. Песня, написанная Дароном Малакяном, рассказывает о том, как однажды ночью Малакян переехал кролика по кличке Рок-н-ролл на своём автомобиле. Следующей ночью, когда он пришёл домой, он увидел другого кролика, похожего на Рок-н-ролла, после чего «почувствовал себя, подобно самой большой скотине».

## Список композиций
Слова и музыка всех песен — Дарона Малакяна.
| №  | Название                   | Длительность |
| -- | -------------------------- | ------------ |
| 1. | «Kill Rock ’n Roll (Edit)» | 2:34         |
| 2. | «Kill Rock ’n Roll»        | 2:28         |